# Bryneglwys
Bryneglwys est un village et une communauté du Denbighshire, au pays de Galles.
Il est situé dans le sud du comté, à une dizaine de kilomètres au nord-est de la ville de Corwen.

## Démographie
Au recensement de 2011, la communauté de Bryneglwys comptait 369 habitants.